# NewPipe
NewPipe est une application mobile libre et open source sur Android lecteur multimédia fournissant un client alternatif notamment pour YouTube, PeerTube ou SoundCloud.
Lancé en septembre 2015, elle est disponible au téléchargement sur la plateforme F-Droid ou directement sur GitHub.

## Historique de version
NewPipe est initialement sorti en version 0.3 le 4 septembre 2015, et a été créé par Christian Schabesberger.
Voici les principales évolutions au fil des versions :
- Recherche et lecture de vidéos YouTube (depuis la version 0.3)
- Téléchargement des vidéos et de l'audio (depuis la version 0.3)
- Écouter uniquement l'audio d'une vidéo (depuis la version 0.4.1)
- Affichage des vidéos similaires (depuis la version 0.6)
- Support de l'affichage des chaines YouTube (depuis la version 0.8.5)
- Fenêtre flottante, ou pop-up player (depuis la version 0.8.12), (redimensionnable depuis la version 0.9.5)
- Abonnements à des chaines via RSS (depuis la version  0.10.0)
- Support de l'affichage « Tendance » de la section YouTube (depuis la version  0.11.0)
- Support de la plateforme SoundCloud  (depuis la version  0.11.5)
- Playlists locales et sous-titres (depuis la version  0.12.0)
- Support des lives YouTube et importation/exportation des abonnements (depuis la version  0.13.0)
- Support des commentaires pour YouTube — en lecture seule — et de la plateforme mediaCCC depuis la version 0.16.0[4]
- Support de la plateforme PeerTube (depuis la version 0.18.0)[5]
- Support basique d'Android TV (depuis la version 0.19.3)[6]
- Support des commentaires pour SoundCloud (depuis la version 0.19.4)[7]

## Technologie
NewPipe n'utilise pas l'API officielle de YouTube, mais gratte (en anglais : scrap) le site web pour collecter la vidéo et les métadonnées (comme les « j'aime », « je n'aime pas » et les « vues »). Ce mode de fonctionnement a été mis en place dans le but de réduire la quantité de données partagées avec Google. L'outil de Web scraping appelé NewPipe Extractor est un projet indépendant. Il est utilisé par l'application libre SkyTube.
Dans les plus récentes versions de l'application, l'extracteur prend en charge YouTube, SoundCloud, mediaCCC, BandCamp et PeerTube.
En raison de la façon dont NewPipe accède à YouTube sans utiliser l'API officielle, et en n'affichant pas de publicités, il serait en conflit avec les conditions de service de Google s'il était disponible sur le Google Play Store.

## Critiques
NewPipe est souvent mentionné dans les médias en raison des fonctionnalités qui le distinguent de l'application officielle YouTube. Souvent, ils se concentrent sur la possibilité de lire l'audio des vidéos en arrière-plan, avec l'écran en veille. L'application est aussi souvent cataloguée comme une application de téléchargement de vidéos YouTube. L'introduction de paramètres pour la vitesse de lecture des vidéos était également considérée comme une fonctionnalité unique. De nombreux sites mentionnent cependant l'indépendance par rapport aux services Google Play, qui ne sont pas obligatoires pour utiliser NewPipe, ainsi qu'un plus grand respect de la vie privée.
Certaines personnes critiquent le manque de fonctionnalités lié à l'utilisation de leur compte Google : synchronisation des abonnements, commenter une vidéo… Dans la Foire aux questions y figure une réponse : « NewPipe's goal is to as effectively as possible protect its user's privacy. […] [the developers of NewPipe] will not implement any form of authentication which might allow tracking a user. » pouvant se traduire par : L'objectif de NewPipe consiste à protéger aussi efficacement que possible la vie privée de ses utilisateurs […] [les développeurs de NewPipe] n'instaureront aucune forme d'authentification qui pourrait conduire à la traque d'un utilisateur.